# Sant'Anastasia (Italia)
Sant'Anastasia (pronunciare Sant'Anastasìa; Sant'Anastasìë in napoletano) è un comune italiano di 26 111 abitanti della città metropolitana di Napoli in Campania.

## Geografia fisica

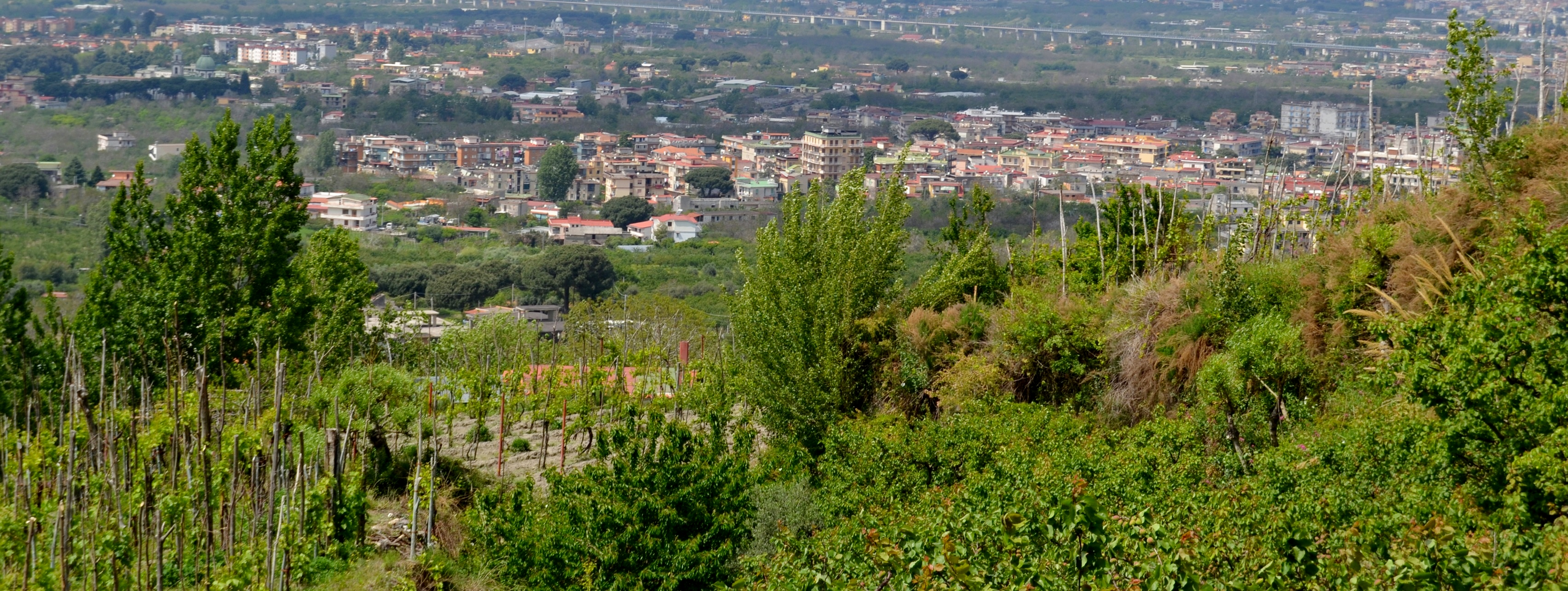
Panorama nord-ovest di Sant'Anastasia

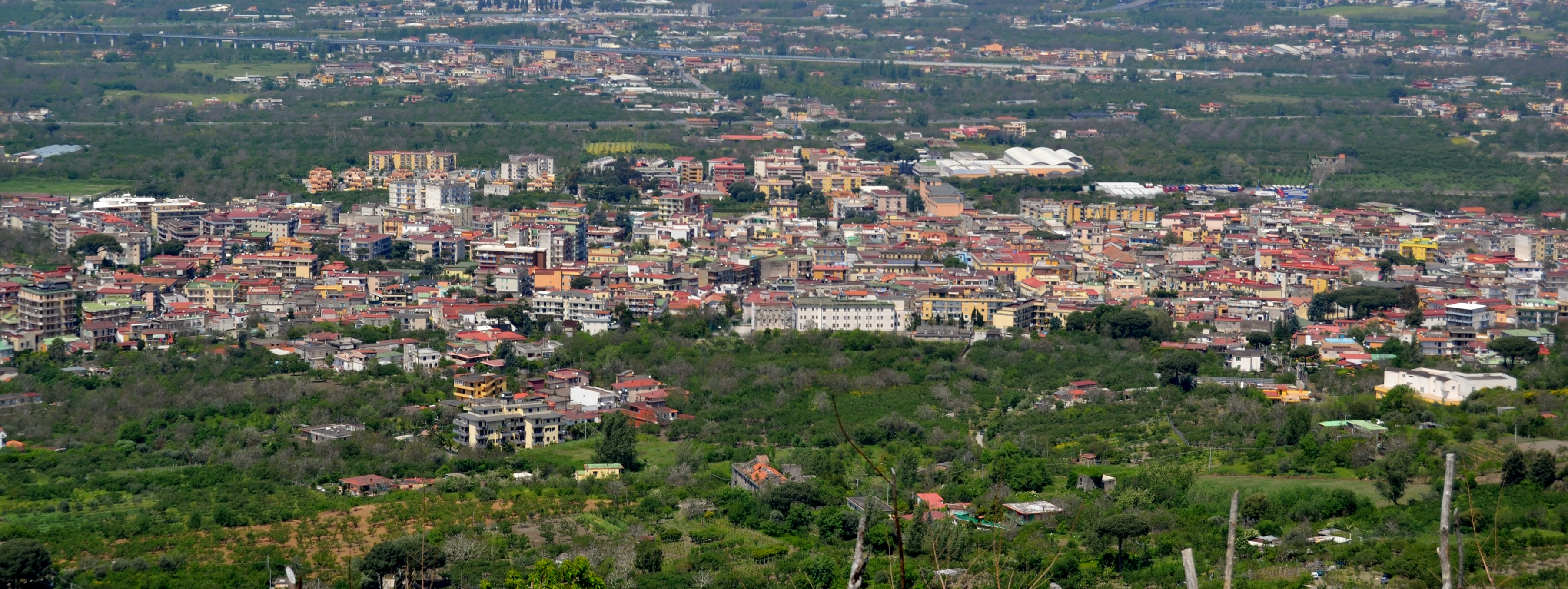
Panorama nord-est di Sant'Anastasia

### Territorio
Sant'Anastasia è situato nella zona vesuviana a soli 7 km a nord-est di Napoli (con cui è conurbata); è parte integrante del parco nazionale del Vesuvio.
Il centro si sviluppa ai piedi del Monte Somma, l'antico cratere del Vesuvio propriamente detto, in un alternarsi di piccole salite e discese derivanti dai tracciati degli antichi corsi d'acqua che dalla vetta del monte scendevano a valle.
Nonostante l'area comunale non sia di grandi dimensioni (poco meno di 19 km²) il territorio è piuttosto vario e si presenta come una striscia di terra che parte dai 34 m s.l.m. (frazione Guadagni) a nord, per giungere fino ai 1132 m s.l.m.  (Punta Nasone) a sud.
Per la vicinanza al Vesuvio, il comune di Sant'Anastasia rientra nella cosiddetta zona rossa, ritenuta ad alto rischio nel caso di un'eruzione del vulcano. Tale situazione è aggravata dalla pressione antropica che insiste sull'area e dalla scarsità di vie di fuga. La Protezione Civile ha previsto il gemellaggio di Sant'Anastasia con la regione Veneto (in precedenza le Marche), la quale, in caso di eruzione, ospiterà la popolazione anastasiana.

### Idrografia
I corsi d'acqua presenti nel territorio (detti Lagni) ripopolano i loro siti solo nei periodi piovosi a differenza di quanto succedeva prima; i più importanti erano il Sebeto ed il Vesceri.
Di particolare interesse invece sono le due sorgenti dell'Olivella (inferiore e superiore) uniche in tutto il Parco Nazionale del Vesuvio data la scarsità d'acqua.

### Clima
Il clima è tipicamente mediterraneo e non si denotano, nella temperatura media annuale, significative differenze rispetto alla vicina Napoli; in inverno la vetta del Monte Somma e la zona immediatamente vicina non di rado si colorano di bianco.

## Storia

### Età del bronzo
L'area risulta abitata fin da tempi immemori; a testimonianza di ciò sono alcuni reperti ritrovati a nord del paese che evidenzierebbero la presenza di tribù nomadi che si accampavano in quei luoghi per motivi di caccia, in particolar modo queste tribù cacciavano animali di grossa taglia.

### Roma antica
Prima della grande eruzione del 79 d.C. il Vesuvio era rimasto inattivo per otto secoli, le popolazioni che vivevano alle sue pendici non erano neanche a conoscenza che il monte fosse in realtà un vulcano, per cui svilupparono numerosi centri agricoli e commerciali.
Le prime menzioni di quel luogo ci sono date da Cicerone nel suo “De Officiis” e da Valerio Massimo nel “Memorabilia” facendo riferimento alla disputa tra Neapolis e Nola per il possesso di queste terre alle falde del monte Vesuvio.
Il Senato romano mandò come arbitro Quinto Fabio Labeone il quale decise di non modificare i confini già tracciati e di destinare quella fascia di territorio alla diretta amministrazione di Roma.Questo episodio, che è citato da tutti gli storici locali dei paesi vesuviani come atto fondativo del loro territorio, ha, da sempre, suscitato più di una polemica. Secondo alcuni si tratterebbe di un fatto leggendario per attribuirsi "nobili natali"; per altri addirittura non si sarebbe mai verificato. Recentemente sulla rivista "Summana" è apparso un contributo del prof. Parisi Domenico che, pur confermando l'effettiva realtà dell'episodio, avanza l'ipotesi che l'arbitro mandato dal Senato di Roma, per derimere la controversia tra nolani e napoletani, non sarebbe stato il console Quinto Fabio Labeone, ma il pretore peregrino Caio Atinio Labeone nel 195 a.C.
In ragione di ciò l'area prese il nome generico di “Campus Romanus”, toponimo che ancora oggi si riflette su questi territori vista l'abbondanza del cognome Romano e visto il nome di una delle frazioni di Sant'Anastasia: “Romani”.
Dopo la guerra sociale del 90 a.C. Roma si assicurò il dominio di tutta l'antica Campania destinando definitivamente la zona del Campus all'amministrazione della colonia Augusta Felix Nola. Da allora l'area venne divisa tra le più importanti famiglie romane che ne fecero un luogo di villeggiatura come testimoniato da numerosi resti di ville suburbane ma anche un attivo posto commerciale costellato di aziende agricole.

### Medioevo
Nel 552 l'Imperatore Giustiniano mandò un esercito di Greci capeggiati dal generale bizantino Narsete nel sud-Italia al fine di cacciare i Goti al seguito del re Teia. La battaglia finale si ebbe proprio nell'area del Campus Romanus, re Teja perì in battaglia e i Goti vennero sbaragliati e scomparvero dalla vita della penisola Italiana mentre i Greci, da quanto ci viene narrato da Procopio di Cesarea, decisero di insediarsi nella zona mischiandosi alla popolazione indigena. La testimonianza più importante fu data dal nome preso da una vasta fetta del Campus Romanus: Sant'Anastasia. La scelta di quel nome fu dettata dal culto di Anastasia, una Santa Vergine Greca veneratissima non solo nelle terre Elleniche ma in una considerevole parte dell'Est-Europa.
Il 586 fu un altro anno importante della storia anastasiana; per ordine di Belisario parte della popolazione di queste terre fu fatta spostare al fine di ripopolare Napoli. Alla fine dell'VIII secolo anastasiani e napoletani (ma anche altre popolazioni vesuviane) scacciarono i Saraceni dalla città partenopea nella battaglia di Castagnola (odierna Portici).
Il toponimo Sant'Anastasia ricorre ufficialmente per la prima volta in un decreto del 1090 succeduto da uno del 1127. Successivamente, forse per errori di copistica, Sant'Anastasia muterà il suo nome in Santo Nastaso.

### Periodo angioino
Nel periodo Angioino Sant'Anastasia viene compresa nella giurisdizione della vicina Somma Vesuviana. dopo un iniziale periodo marginale, gli Angioini favoriscono lo sviluppo edilizio, commerciale e religioso di Somma e dei suoi casali. Per un breve periodo Somma e casali vennero concessi a Guglielmo Vicecomite visconte di Medun in cambio di liquidità, ma nel 1276 Carlo d'Angiò riprese possesso di quei territori cacciando alcuni vassalli insediatisi illegittimamente dopo la morte di Guglielmo. La politica angioina alla continua ricerca di denaro stancò la popolazione che si ribellò capeggiata da Giacomo di Costanzo contro Ladislao ma la rivolta fu duramente repressa e Somma e casali furono venduti al cancelliere del regno Giovanni Tomacelli. Alla fine del periodo Angioino il casale di Santo Nastaso fu prima venduto alla famiglia Barrese, poi riannesso a Somma Vesuviana con la quale passò prima sotto Orso Orsini, cancelliere del regno e alla sua morte ad Ugone d'Alagno.

### Periodo aragonese
Gli Aragonesi rilanciarono la zona, lo stesso Alfonso V d'Aragona considererà questi luoghi come “buen ritiro”.
È il periodo in cui viene istituito il Mastro Mercato a favore di Somma. Il Mastro Mercato era un cittadino eletto tra i nobili sommesi che per otto giorni amministrava la città; in questo periodo cessava ogni attività giurisdizionale, civile e penale. Tale privilegio fu foriero di aspre rivalità tra Somma e Santo Nastaso, il suo casale più importante.
Il 1647 si aprì con l'insurrezione popolare Napoletana contro il dominio Spagnolo, la rivolta capeggiata da Masaniello vide gli anastasiani tra i sostenitori più presenti ma nello stesso periodo il casale subirà il saccheggio delle truppe di Altavilla.
A ciò si aggiunse a distanza di pochi anni, la Peste che fece circa 4000 vittime in tutta la zona; l'avvenimento si ripercosse anche sulle attività commerciali della zona a nord del Vesuvio poiché per decreto regio di Carlo II era impedito il passaggio delle merci in quelle terre.
Le lotte intestine tra sommesi ed anastasiani si inaspriscono e già nel 1718 c'è un tentativo di questi ultimi di sottrarsi alla giurisdizione sommese ricorrendo al Regio Fisco; ma il contrasto più forte fu dovuto alla pratica del Mastro Mercato.
Alla richiesta del 1718 seguirono altre due nel 1765 e nel 1774, ma fu tutto inutile.
Il 1799, anno della rivoluzione partenopea, Sant'Anastasia si schiera con i Borbone venendo saccheggiata dalle truppe Francesi. In seguito l'idillio con la famiglia Borbonica finirà e molti anastasiani si ribelleranno contro di essi a favore della libertà.

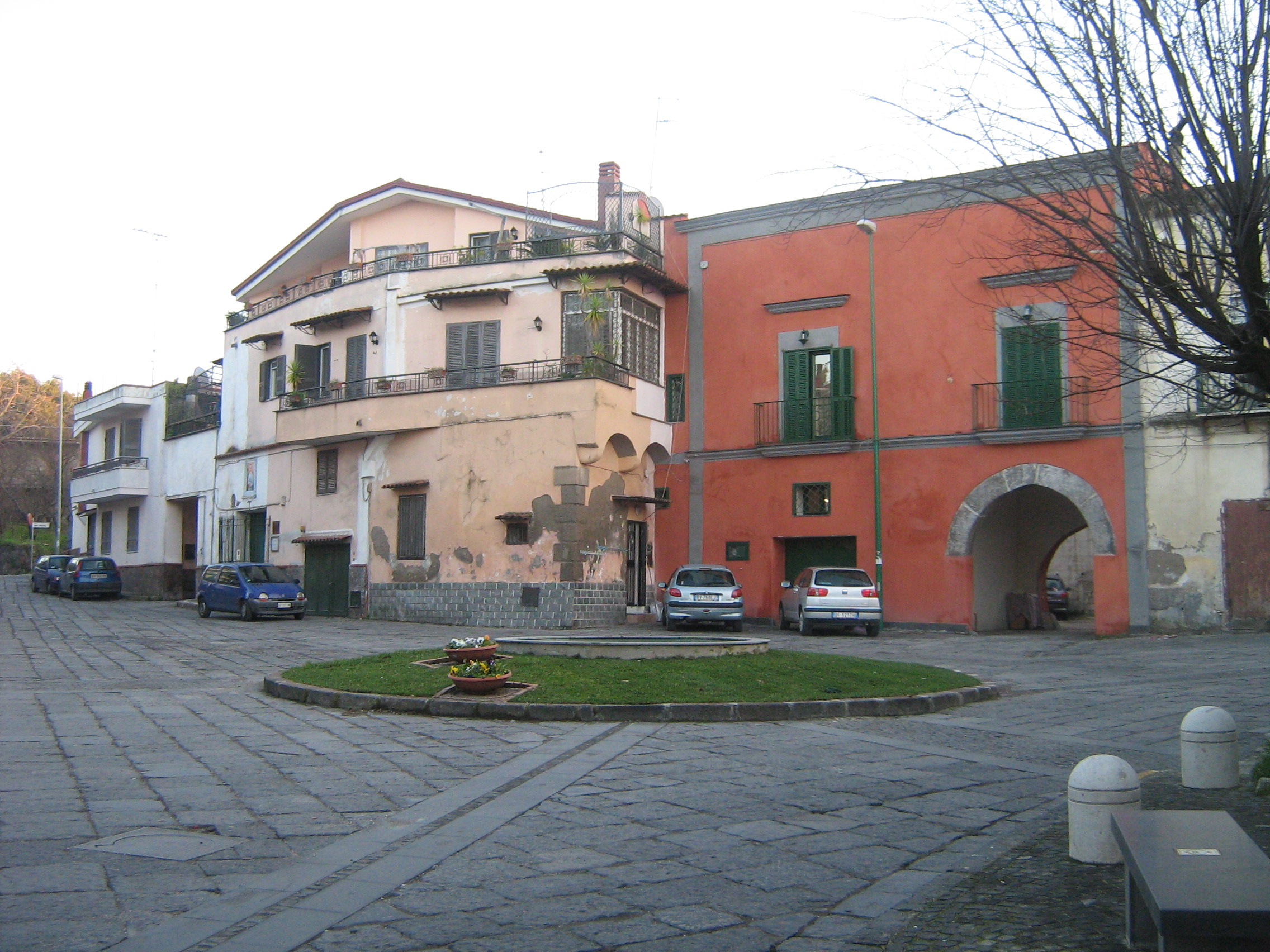
Scorcio del centro storico

### Dal XIX secolo ai giorni nostri
Nel XIX secolo, sotto il regno di Gioacchino Murat si abolirà il privilegio del Mastro Mercato istituendo una fiera autonoma per il borgo di Sant'Anastasia. Nel 1810 Sant'Anastasia divenne municipio autonomo.
La fine del XIX secolo vedrà la lotta per la libertà dai Borbone. A questi eventi si affiancano alcuni avvenimenti che segneranno un passaggio epocale: la realizzazione di nuove strade di collegamento con i paesi vicini, la costruzione del mattatoio, l'acquedotto del Serino, l'apertura della stazione della ferroviaria sulla rete Circumvesuviana,  faranno da volano a Sant'Anastasia che nel corso del XX secolo aumentò il contatto con il capoluogo.

### Simboli
Lo stemma del comune di Sant'Anastasia si blasona:
Il gonfalone municipale è costituito da un drappo di verde.

## Monumenti e luoghi d'interesse

### Santuario della Madonna dell'Arco

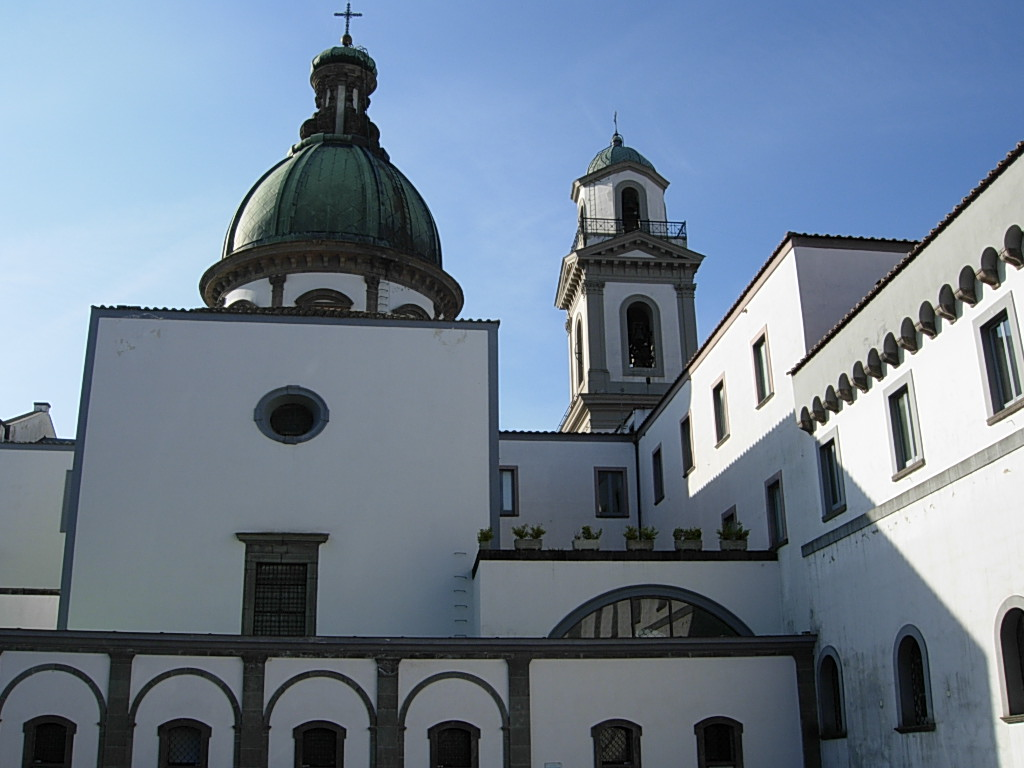
Santuario della Madonna dell'Arco

A circa un km dal centro del paese, nell'omonimo quartiere, si trova il santuario della Madonna dell'Arco, secondo santuario in Campania, meta ogni anno, nel lunedì in Albis, del tradizionale pellegrinaggio dei fujenti o battenti. Il Santuario è sorto intorno ad una edicola votiva rappresentante la Vergine Maria con in braccio Gesù Bambino. Nel corso degli anni è stato ampliato ed oggi si presenta come un complesso monumentale di grande interesse costituito dalla chiesa a croce latina con l'imponente cupola che ospita: al centro l'altare in stile barocco dove sorgeva l'edicola miracolosa; il coro di forma ellittica interamente in legno intagliato, sulle pareti poi, le tavolette votive donate da persone di tutta Italia che hanno ricevuto il miracolo dalla Vergine Maria. Di lato alla destra del coro c'è la cappella del Rosario finemente decorata. Attraversando un corridoio vi è poi il chiostro formato da un colonnato che si affaccia sul giardino con al centro il pozzo, le aule presenti intorno al chiostro un tempo ospitavano il liceo classico. Alle spalle vi sono, infine, due edifici moderni; il primo è adibito in parte a biblioteca e in parte a museo (museo degli ex-voto), il secondo è una nuova aula liturgica, l'aula di San Giovanni Leonardi.

### Villa Tortora Brayda
Situata in Madonna dell'Arco è la villa comunale del comune di Sant'Anastasia. Ospita un'ampia area verde attrezzata aperta al pubblico.

### Chiesa Collegiata di Santa Maria la Nova

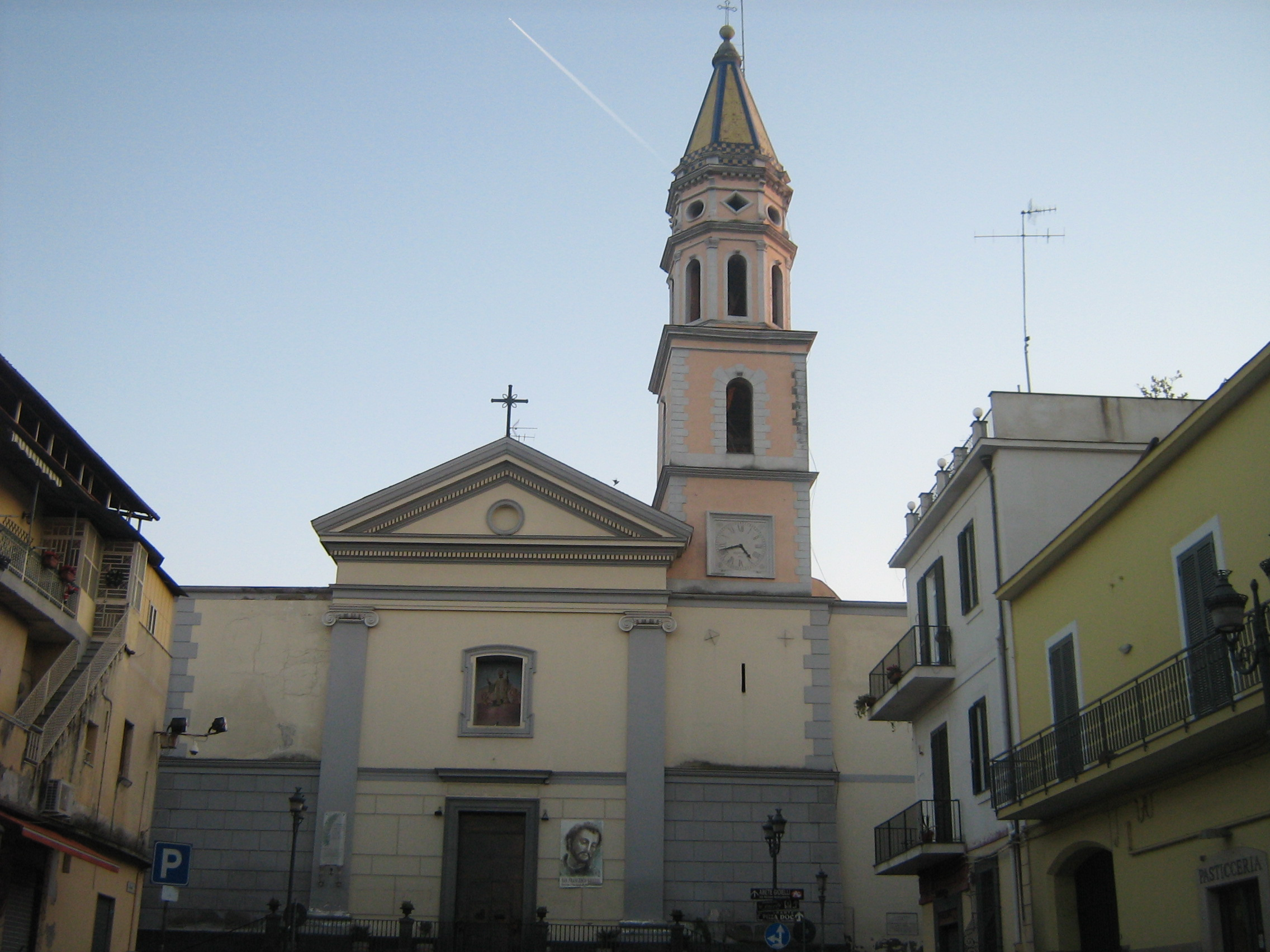
Facciata e campanile di Santa Maria la Nova

È la chiesa principale del capoluogo, risale al XVI secolo sulla base di una precedente del 1200; l'ultimo restauro è avvenuto alla fine degli anni ottanta in seguito ai danni causati dal terremoto in Irpinia; di particolare interesse è il campanile a cuspide ottagonale attribuito a frà Giuseppe Nuvolo (detto frà Nuvolo), nonché all'interno argenti del 1500 e tele del 1600 tra cui la Madonna del Rosario attribuita a Ronaldo il fiammingo.
Viene qui, in Santa Maria la Nova, venerato il Patrono della città: San Francesco Saverio.
Nel corso dei secoli la chiesa ha modificato il suo aspetto, innanzitutto la facciata guardava il monte Somma com'era d'uso nei paesi vesuviani secoli addietro mentre oggi dà ad esso le spalle; ma soprattutto era un edificio decisamente più ampio (a testimonianza di ciò è il toponimo assunto da una zona poco distante dalla chiesa chiamata "fuori il coro", probabilmente, anticamente la zona combaciava con un'ala della chiesa che per l'appunto l'ospitava).
In ultimo va detto che la chiesa era probabilmente dedicata a S. Maria della Neve, potrebbe esserci stato un mutamento di derivazione linguistica che ha modificato la parola "Neve" in "Nova".

### Palazzo Nicola Amore

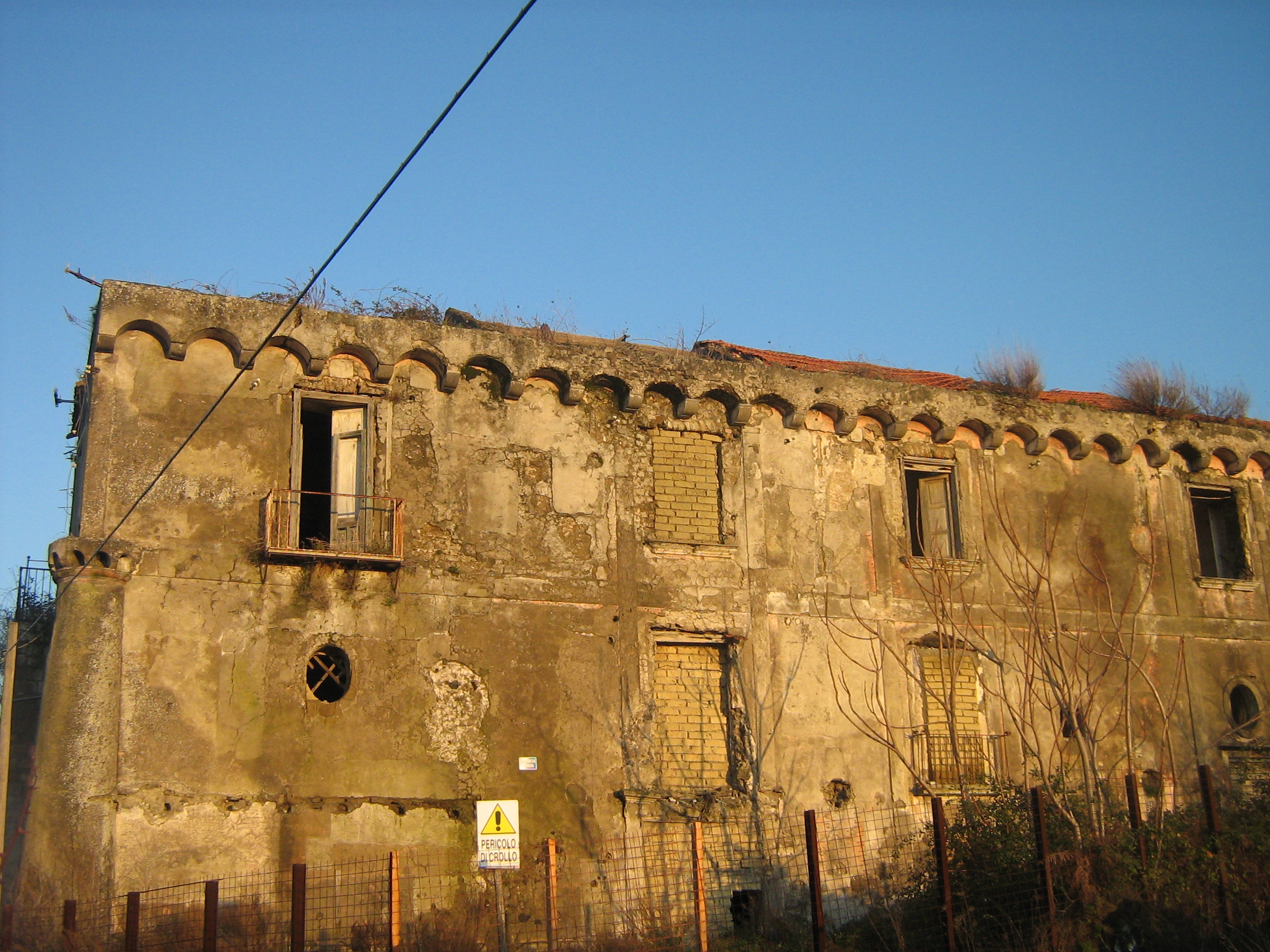
Palazzo Nicola Amore

Posto alla sommità del paese (210 metri sul livello del mare) in pieno Parco Nazionale del Vesuvio c'è l'antico palazzo Nicola Amore; il palazzo fu costruito per volontà della famiglia Marigliano che soleva, nella persona della contessa Margherita, ospitare in un'aula del palazzo monaci ed eremiti.
Nell'atto notarile che sancisce il passaggio all'avvocato Nicola Amore, il quale l'aveva ricevuto in cambio di prestazioni personali, si scopre che la struttura nacque come ricovero per gli strumenti agricoli. Una volta effettuato il passaggio l'edificio muta la sua destinazione da deposito agricolo a residenza estiva. Nonostante il valore architettonico, il comune nel corso degli anni non ha saputo conservare l'importante struttura la quale versa oggi in stato di totale abbandono; sono stati molti gli incontri tra varie personalità per il ripristino del palazzo, ma nulla di concreto è stato finora fatto.

### Convento di Sant'Antonio

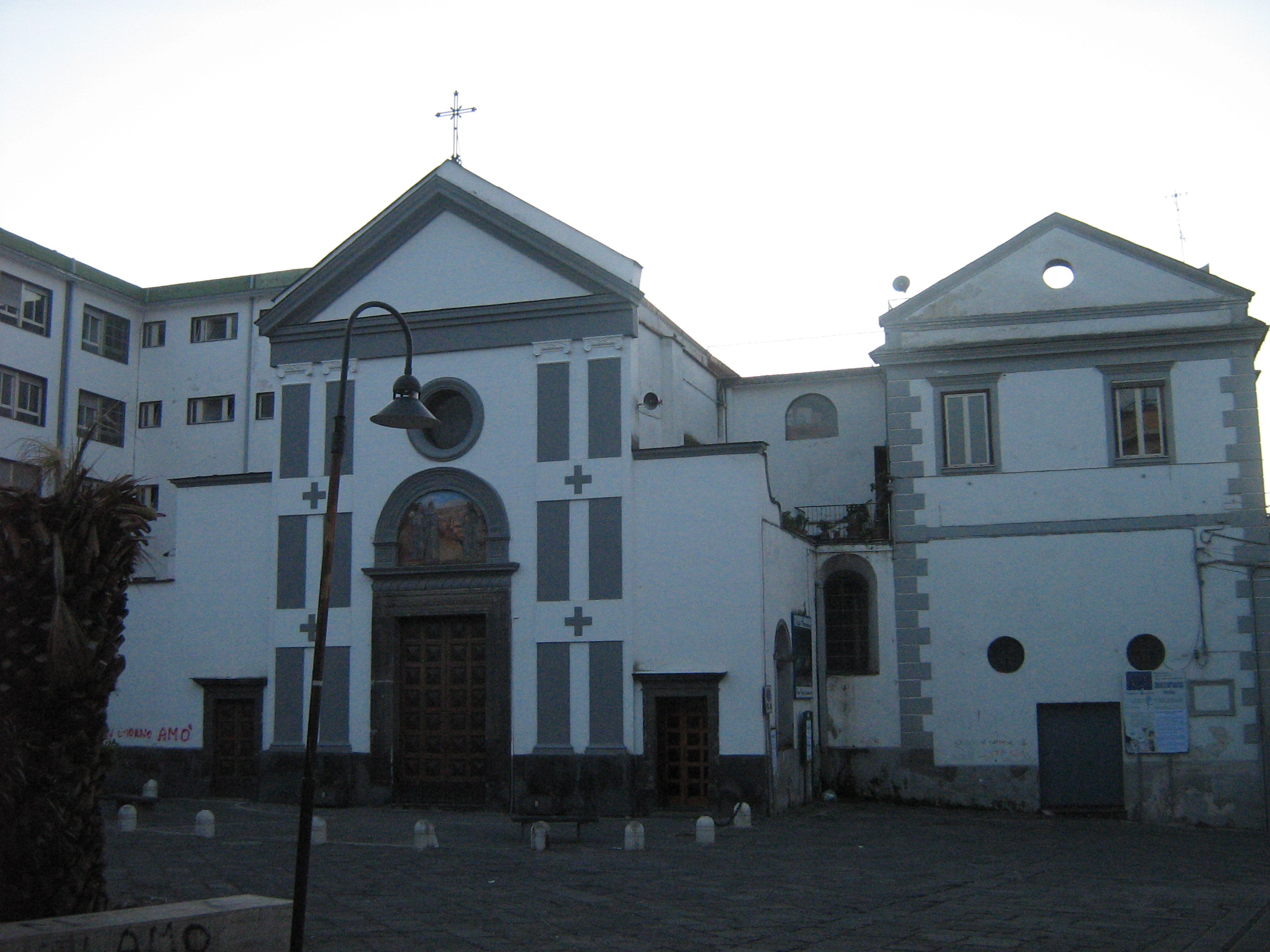
Convento di Sant'Antonio

È un convento francescano del XVI-XVII secolo edificato dal beato fra Ludovico da Casoria; un tempo era dedicato a San Bernardino. È posto nel cuore del centro storico di Sant'Anastasia, affacciato in Piazza San Francesco. L'edificio, a forma di croce latina, ha una facciata e gli esterni piuttosto semplici che però nascondono degli interni incantevoli e raffinati. Pregevole è un dipinto raffigurante la consegna del cingolo a San Francesco attribuita al pittore fiammingo Cornelis Smet, il dipinto è suddiviso in due parti: in una Dio porge i cordigli francescani a Cristo dalla cui mano si snoda un altro cordiglio che viene preso da San Francesco, l'altra parte raffigura un papa, forse Sisto V che riceve i cordigli; presenti in questa scena anche un frate ed un cavaliere.
Nelle vicinanze del convento c'è la casa-museo del venerabile Francesco Maria Castelli, nonché una cappellina a lui dedicata.
È per volontà di un gruppo di persone afferenti alla parrocchia di Sant'Antonio che si svolge ogni vigilia di Natale, per le vie del centro storico, il presepe vivente che si conclude con la scena della Natività proprio in piazza San Francesco.

### Palazzo Marra
Inizialmente casa coloniale e successivamente residenza di villeggiatura, anche questo edificio è purtroppo in stato di abbandono; ha come elemento di spicco la colombaia. 
Il palazzo è di un privato.

### Palazzo Siano

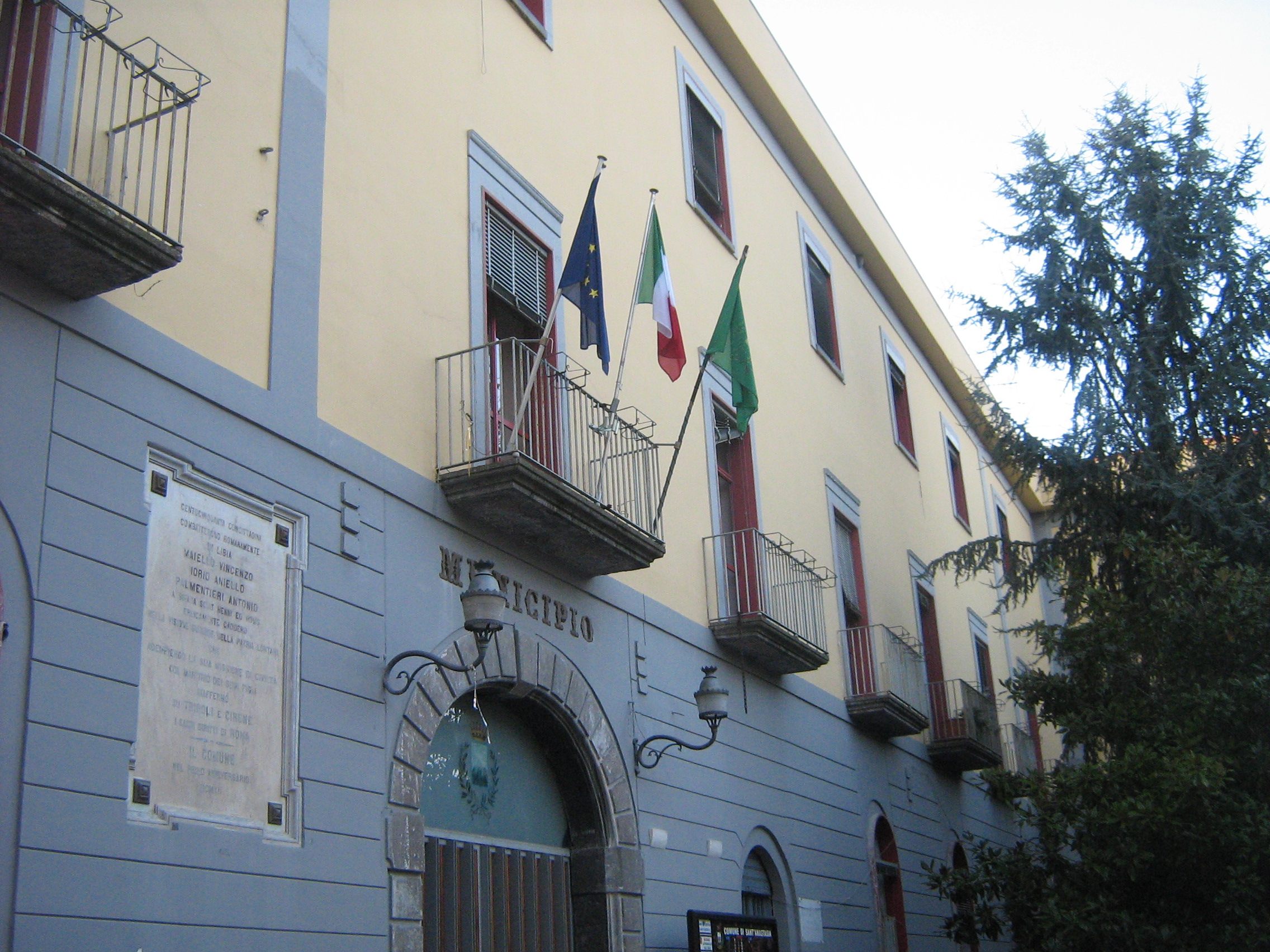
Palazzo Siano

Affacciato in parte sull'omonima piazza è la sede principale del municipio. Interessante è il portale in piperno. Nell'atrio ospita una statua della pudicizia risalente al periodo romano e rinvenuta nel territorio comunale. Un secondo lato del municipio che ne costituisce una vera e propria dépendance è invece d'aspetto moderno costituito da vetri specchiati.

### Aree naturali

#### Parco Nazionale del Vesuvio

##### Itinerari naturalistici sul versante anastasiano del Parco del Vesuvio
Sant'Anastasia, insieme ad altri dodici comuni della città metropolitana di Napoli, rientra nel Parco Nazionale del Vesuvio. Si trova ai piedi dell'antico cratere, il Monte Somma, il quale a differenza del cono vesuviano presenta una vegetazione molto più rigogliosa (sono state censite 900 specie vegetali, 79 uccelli, 30 mammiferi e 2 anfibi).
In particolare nel comune di Sant'Anastasia sono presenti due itinerari molti interessanti entrambi possibili solo nelle ore di luce:
- L'Olivella è una località che si trova circa a 400 metri sul livello del mare; si presenta come un anfiteatro naturale in cima al quale si trova lo sbocco superiore della sorgente dell'Olivella, poco distante allo sbocco superiore c'è lo sbocco inferiore della sorgente sormontata da un arco in pietra che faceva parte dell'acquedotto voluto all'epoca da Ferdinando di Borbone per far giungere le acque fino a Napoli. La natura permeabile di queste rocce è più unica che rara nel sistema Somma-Vesuvio. Di notevole interesse è anche la cresta spartiacque a monte della sorgente che separa il vallone del Piano dal vallone del Sacramento. Tali valloni, frutto di profonde incisioni, hanno in alcuni casi rimosso gli strati piroclastici di copertura riportando alla luce le antiche colate laviche di quando il Monte Somma era un vulcano attivo monocipite. Suggestiva è pure la strada che conduce alle sorgenti poiché ospita delle stazioncine della Via Crucis.
- Nel percorso che porta dal centro di Sant'Anastasia alla Cappella di Sant'Angelo è obbligatorio il passaggio (nonché buona parte del percorso) nel comune di Pollena Trocchia attraverso il Lagno di Trocchia risalendo il quale, dopo un lungo tragitto, si rientra nel comune di Sant'Anastasia fino a giungere alla menzionata cappella (circa 440 metri sul livello mare). Parte del percorso rientra in un terreno privato per cui è indispensabile chiedere il permesso per poter passare. Il 3 maggio si tiene una suggestiva processione che risale il Monte Somma fino a Sant'Angelo. Il piazzale antistante la cappellina regala al turista una vista mozzafiato di un lato del Golfo di Napoli e della Pianura Campana. Nelle giornate molto terse si scorge addirittura la Reggia di Caserta.
- Infine la zona dei "cognoli di Sant'Anastasia", posta a 1086 metri sul livello del mare che giunge fino alla cresta del monte Somma culminando alla "punta Nasone" che con i suoi 1132 metri sul livello del mare, costituisce la parte più alta della montagna e del comune.

## Società

### Evoluzione demografica
Abitanti censiti

### Etnie e minoranze straniere
Al 31 dicembre 2022 la popolazione straniera era di 547 abitanti, pari al 2,07% degli abitanti. 

## Cultura

### Enogastronomia
Oltre ai piatti di tradizione napoletana, Sant'Anastasia ha elaborato dei piatti indigeni discendenti dal suo territorio e dalla tradizione vesuviana.
- minestra maritata (di tradizione contadina), è un piatto basato sui prodotti che la terra può offrire al momento; è composta da verdure di stagione e pezzi di carne (generalmente di maiale).
- zuppa di soffritto, piatto diffusissimo in tutto il napoletano è un ragù molto intenso fatto con carne di maiale.
- ndruglitielli, interiora di capretto lessati generalmente accompagnati da patate.
- Capretto al forno con patate
- 'O péro e 'o musso (letto: 'O per e 'o muss) letteralmente il piede e il muso, ma non è così, o meglio non solo; trattasi delle parti meno pregiate della vacca e del maiale lessate e bagnate da una pioggia di limone.
- Melanzane al cioccolato, una sorta di parmigiana ma al posto del sugo di pomodoro viene utilizzato la cioccolata fusa.
- Torta uovo, zucchero e ricotta, prende il nome dagli ingredienti che la compongono ha la forma di una ciambella.
- Vino Catalanesca', il vino vesuviano che prende il nome dalla varietà di uva da cui deriva.
- liquore nocino, a base di noci.
- confettura di albicocche "qualità Pellecchiella" da farcire gustose crostate
- i vini prodotti sulle pendici del Vesuvio: Lacryma Christi e Catalanesca.

## Geografia antropica

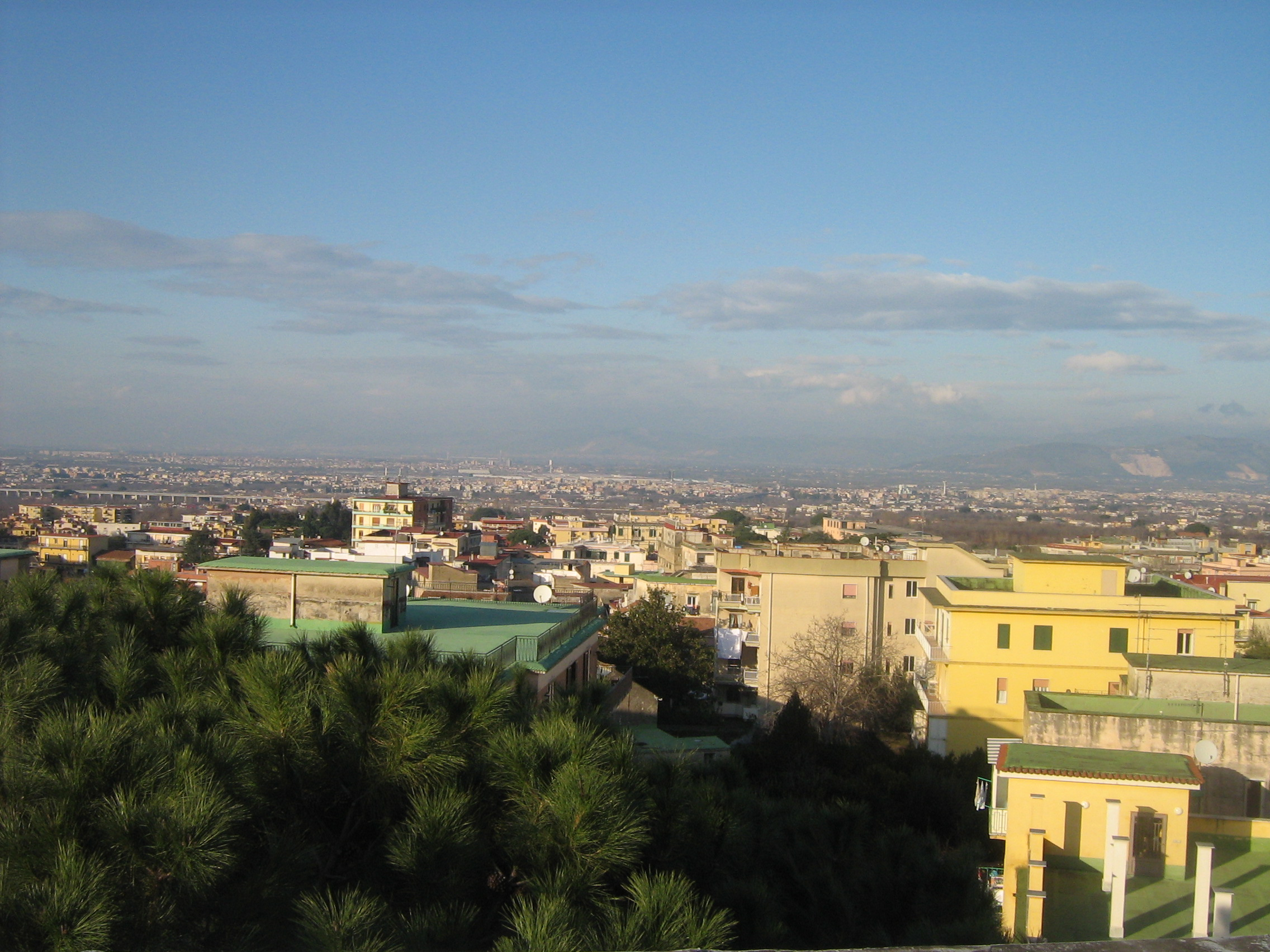
Veduta di Sant'Anastasia e dell'agro Nolano

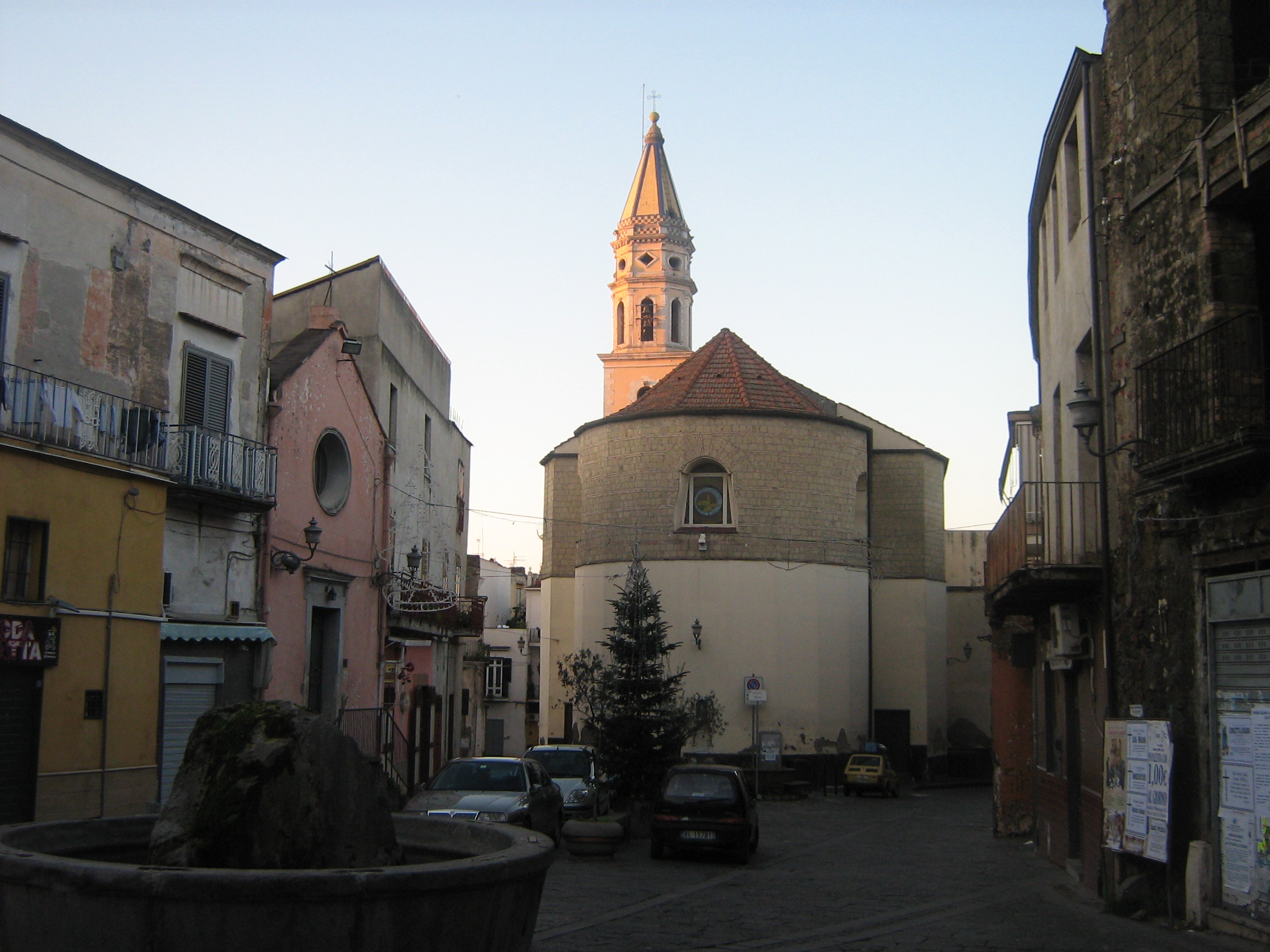
Piazza II Ottobre con l'abside di Santa Maria la Nova (al centro), la Congrega (in fondo sulla sinistra) e la fontana con la pietra lavica (in avanti a sinistra)

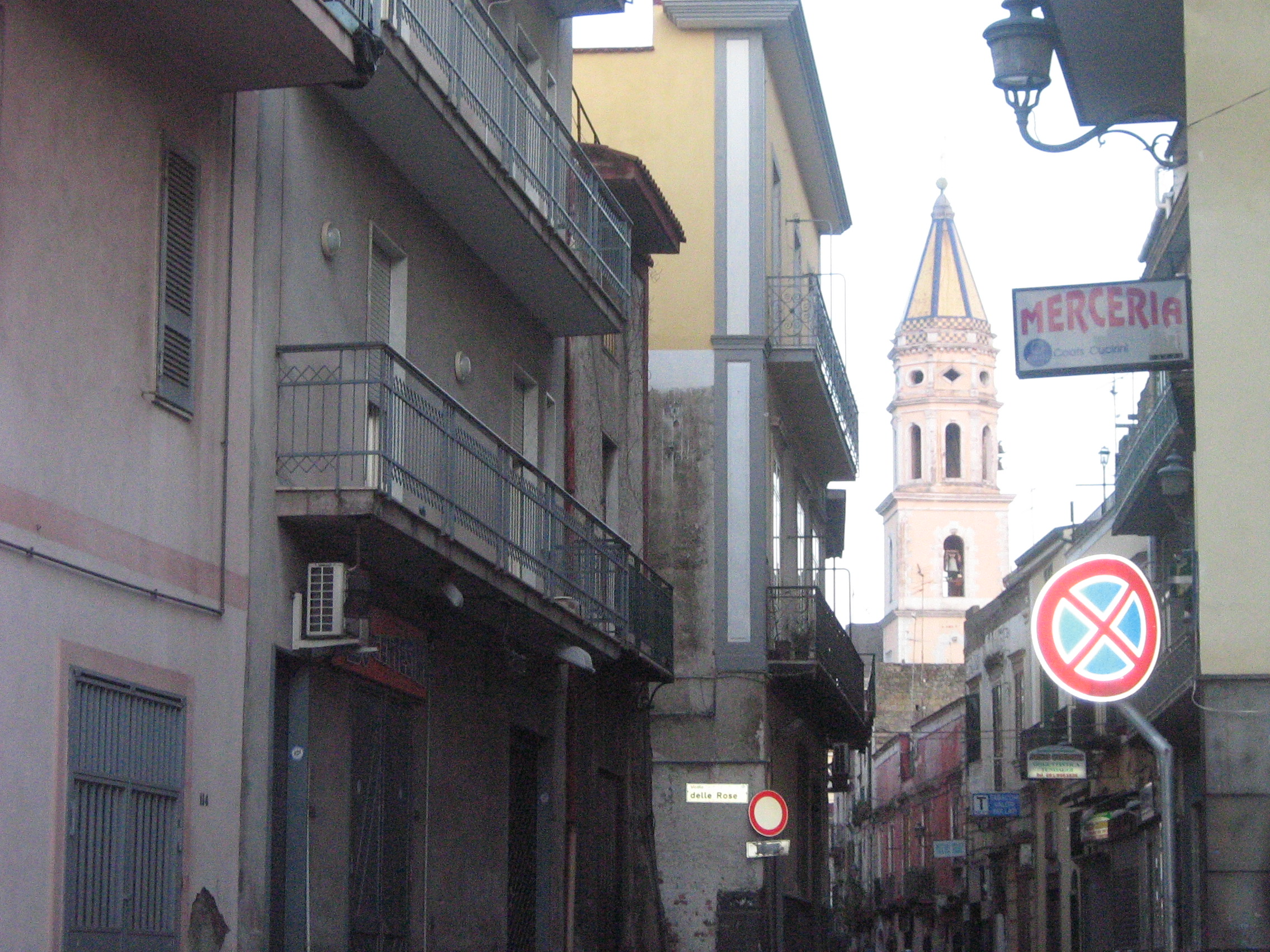
Corso Umberto I

### Suddivisioni storiche
Il centro del paese si snodava anticamente su tre quartieri - detti Ponte, Capodivilla e Casamiranda - che oggi coincidono almeno in parte con il centro antico del comune. Successivamente fu realizzato il quartiere Trivio. Poco tempo dopo, in seguito alla edificazione del santuario della Madonna dell'Arco, si è andato sviluppando la frazione omonima dapprima con un piccolo nucleo di abitazione e poi, a fine secolo scorso un agglomerato urbano che coinvolgendo anche la contigua contrada Romani ,si è saldata senza soluzione di continuità col capoluogo rendendosi di fatto un popoloso quartiere.
- Il quartiere Ponte (in napoletano 'Ncoppa 'O Pont), cioè sopra il ponte, detto anche Borgo Sant'Antonio, costituisce il nucleo principale del centro storico. Ospita il convento di Sant'Antonio, la casa nativa e la cappellina del venerabile Francesco Maria Castelli, e numerosi palazzi storici.

Essendo il quartiere più caratteristico fa da cornice al presepe vivente che si tiene ogni anno la sera della Vigilia di Natale.
- Capodivilla (Cap'lavilla) costituisce il primo insediamento di Sant'Anastasia; è un'arteria su cui si affacciano vicoli e cortili, poco distante da Somma Vesuviana, tra i vari palazzetti storici ce n'è uno che ospita al suo interno la piccola cappella dedicata alla Madonna del Carmelo.
- Casamiranda (Casemeranna),un tempo "Casapalmese", simile a Capodivilla si trova però sul lato opposto, vicino al comune di Pollena Trocchia. Nelle vicinanze in alcuni terreni privati sono stati ritrovati importanti resti, probabilmente corredi funerari.
- Il Trivio (O'Trivje) è il nucleo principale dell'abitato anastasiano; è sede del municipio, della pretura, dell'A.S.L. NA4 e della parrocchia principale (Santa Maria la Nova); attorno ad esso si snoda una dei corsi principali: corso Umberto I anticamente denominato insieme alle zone immediate "Li Terracciani". È più recente rispetto agli altri quartieri storici, dedito al commercio ed ai servizi.
- Madonna dell'Arco (Maronnë ell'Arc) un tempo frazione, ospita il celebre santuario omonimo. Negli ultimi anni del secolo scorso insieme alla vicina contrada Romani ha avuto un notevole sviluppo urbanistico unificandosi senza soluzione di continuità con il capoluogo.

### Frazioni
Sono frazioni (in parentesi le distanze dal centro):
- Guadagni (4,5 km)
- Marra-Marciano (2 km)
- Ponte di Ferro (2 km)
- Starza Vecchia (3 km).

Sono località:
- Cavallaro Li Dottori (3,4 km)
- Masseria Coscialonga (1,6 km)
- Sellaro (3,9 km).[9]

## Economia
L'economia anastasiana si basa in prevalenza sull'agricoltura (in particolare albicocche, ciliegie, uva catalanesca, pomodorini del "piennolo") e sul commercio. Le poche attività industriali sono comunque legate principalmente all'agricoltura (trasformazione delle olive, produzione di mozzarelle e latticini). L'industria ha subito un notevole arresto a causa del trasferimento della FAG (produttrice di cuscinetti a sfera) nella vicina Somma Vesuviana, e a causa della chiusura della Corderia Napoletana. Menzione a parte merita l'artigianato.

### Artigianato
L'artigianato è stato nel corso dei secoli un punto di forza della comunità anastasiana, oltre a rappresentare un fattore economico di primaria importanza, è stato ancor più un elemento distintivo di grande spessore che ha fatto di Sant'Anastasia un paese Vesuviano del tutto singolare. Tutta la fascia vesuviana è accomunata, anche se con sfaccettature diverse, per lingua, cultura e gastronomia. L'artigianato del rame è invece un'arte di cui i maestri anastasiani ne sono gelosi custodi.
Si dice che la cultura per il rame appartenesse già all'epoca romana, ma è probabile che una forte mano l'abbia data prima di essere cacciata via, la popolazione Saracena.
I ramai anastasiani (definiti da molti "maestri ramai") hanno prodotto oltre a numerosi utensili e pentolame anche famose opere d'arte della zona; i portali del santuario della Madonna dell'Arco sono adornati con scene bibliche lavorate in rame.

## Infrastrutture e trasporti

### Strade
Sant'Anastasia è collegato al capoluogo campano ed ai paesi limitrofi tramite la Strada statale 268 del Vesuvio e la Strada statale 162 dir del Centro Direzionale.
L'autostrada più vicina è l'A16 a circa 4 km dal centro (casello di Pomigliano d'Arco), a circa 15 km c'è invece il casello di Palma Campania sull'autostrada A30, ad una decina di km sull'A1 troviamo il casello di Napoli-Centro direzionale, infine sull'A3 ci si può servire dei caselli di San Giorgio a Cremano o di Ercolano.

### Ferrovie
Il comune è servito dalla ferrovia Circumvesuviana tramite la stazione di Sant'Anastasia, in pieno centro cittadino, e la fermata di Madonna dell'Arco nell'omonimo quartiere. Il territorio anastasiano è inoltre attraversato dal tracciato ferroviario della linea a monte del Vesuvio che con il suo percorso aggira la congestionata tratta costiera tra Napoli Centrale e Salerno ma non è presente e non è prevista per il futuro alcuna stazione per il comune vesuviano.

## Amministrazione
| Periodo | Periodo   | Primo cittadino                | Partito                              | Carica      | Note |
| ------- | --------- | ------------------------------ | ------------------------------------ | ----------- | ---- |
| 1989-   | 1990      | Antonio Manno                  | Democrazia Cristiana                 | Sindaco     |      |
| 1990-   | 1993      | Cosimo Scippa                  | Democrazia Cristiana                 | Sindaco     |      |
| 1993-   | 1995      | Augusto Amodio                 | Democrazia Cristiana                 | Sindaco     |      |
| 1995-   | 1997      | Mario Romano                   | Alleanza dei Progressisti            | Sindaco     |      |
| 1997-   | 1997      | Luigi Armogida                 |                                      | commissario |      |
| 1997-   | 2002      | Vincenzo Iervolino             | Popolari per Prodi                   | Sindaco     |      |
| 2002-   | 2007      | Vincenzo Iervolino             | Democrazia è Libertà - La Margherita | Sindaco     |      |
| 2007-   | 2009      | Carmine Pone                   | Forza Italia                         | Sindaco     |      |
| 2009-   | 2010      | Gioacchino Ferrer              |                                      | commissario |      |
| 2010-   | 2013      | Carmine Esposito               | Lista civica: Centro-destra          | Sindaco     |      |
| 2013-   | 2014      | Anna Nigro                     |                                      | commissario |      |
| 2014-   | 2019      | Raffaele Abete                 | Lista civica: Centro-destra          | Sindaco     |      |
| 2019-   | 2019      | Raffaele Abete                 | Lista civica: Centro                 | Sindaco     |      |
| 2019-   | 2020      | Gaetano Cupello, Stefania Rodà |                                      | commissario |      |
| 2020-   | in carica | Carmine Esposito               | Lista civica: Populismo              | Sindaco     |      |

### Gemellaggi
- Betlemme, Palestina, dal 2003

## Sport
Ha sede nel comune la società di calcio Sant'Anastasia Calcio 1945.